# UCLouvain
Pour les articles homonymes, voir Université catholique de Louvain et Université de Louvain.

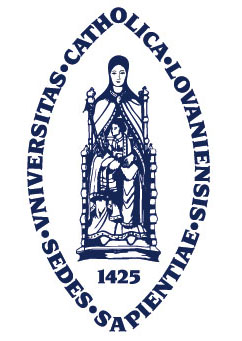
La Sedes Sapientiæ, sceau de l'université créé en 1909 (version de Michel Olyff).

L’université catholique de Louvain, abrégée UCL puis UCLouvain depuis septembre 2018, est une université belge francophone multi-site comptant 19 facultés établies dans six villes belges et qui réunit, depuis l'adoption du nouveau nom, l'UCL et l'université Saint-Louis - Bruxelles. Plus grande université francophone belge, son siège se situe à Louvain-la-Neuve, ville wallonne construite pour accueillir l'université.
À la suite de la scission de l'université catholique de Louvain en deux entités juridiquement indépendantes (1968), l'université francophone s'est implantée dans sa majeure partie à Louvain-la-Neuve (Brabant wallon) depuis 1972 et à Woluwe-Saint-Lambert (Région de Bruxelles) pour les facultés de médecine, de pharmacie, de dentisterie et de sciences biomédicales, l'université néerlandophone demeurant à Louvain, sous le nom de KU Leuven (Katholieke Universiteit Leuven). Elle est l'une des plus importantes universités belges et est régulièrement citée comme faisant partie des 150 meilleures universités mondiales.

## Description
L'université est financée par la Communauté française de Belgique et décerne des diplômes reconnus par celle-ci. La faculté de théologie décerne des diplômes canoniques, ayant valeur pour le droit canonique de l'Église catholique romaine.

### Implantation principale à Louvain-la-Neuve
La ville de Louvain-la-Neuve fut bâtie par l'université pour pouvoir l'accueillir et lui permettre de rester ouverte sur le monde. Auparavant, la région était principalement agricole. Louvain-la-Neuve est maintenant une ville en pleine expansion dont l'urbanisme ingénieux attire de nombreux habitants.
Les bâtiments universitaires sont implantés à plusieurs endroits de la ville :
- Les autorités et le centre administratif de l'université sont logés dans les Halles universitaires, bâtiment situé place de l'Université, au-dessus de la gare (à Louvain, ces services se trouvaient dans d'anciennes halles aux draps).
- Vers le centre de la ville, dans les alentours de la Grand-Place se trouvent les facultés des sciences humaines : la faculté de théologie, la faculté de philosophie, arts et lettres, la faculté de droit, la faculté des sciences politiques, économiques, sociales et de communication, la Louvain School of Management et la faculté de psychologie et sciences de l'éducation.
- La faculté des sciences de la motricité se situe dans le quartier de l'Hocaille tandis que le centre sportif se trouve plus haut (Blocry).
- De l'autre côté de la ville (quartier du Biéreau) se trouvent la faculté des sciences, la faculté d'ingénierie biologique, agronomique et environnementale (bio-ingénieurs), la partie louvaniste de la faculté d'architecture (LOCI) ainsi que l'École polytechnique de Louvain.

### Implantations en Région de Bruxelles-Capitale
- UCLouvain Bruxelles Woluwe : à la suite de l'affaire de Louvain, les sections médicales de l'UCL ont été amenées à s'implanter à Woluwe-Saint-Lambert dès 1966. Les facultés de médecine, de pharmacie, de dentisterie et des sciences biomédicales sont donc situées sur le campus UCLouvain Bruxelles Woluwe, de même que les cliniques universitaires Saint-Luc.
- UCLouvain Bruxelles Saint-Gilles : plus récemment, en 2010, l'Institut supérieur d'architecture Saint-Luc de Saint-Gilles a été intégré à la Faculté d'architecture, d'ingénierie architecturale et d'urbanisme de l'UCLouvain.
- UCLouvain Saint-Louis - Bruxelles : l'UCL et l'université Saint-Louis - Bruxelles, située à Bruxelles et Ixelles, fusionnent en 2023 une seule entité nommée UCLouvain, dénomination que les deux universités emploient depuis la rentrée 2018[18]. Les cinq facultés autonomes des deux campus Saint-Louis offrent des formations complètes en sciences humaines et sociales.

### Implantations dans la Province de Hainaut
- L'UCLouvain possède une implantation à Charleroi, l'UCLouvain Charleroi, au sein de la « Maison Georges Lemaître » ainsi que sur le campus HELHa de Montignies-sur-Sambre.
- En 2010, l'Institut supérieur d'architecture Saint-Luc de Tournai a été intégré à la Faculté d'architecture, d'ingénierie architecturale et d'urbanisme (LOCI) de l'UCLouvain.
- Depuis septembre 2011 et la fusion avec les Facultés universitaires catholiques de Mons (FUCaM), l'UCLouvain compte également une implantation à Mons[19]

### Implantation dans la province de Namur
- À Namur se trouve le CHU UCLouvain Namur[20].

L'université possède de surcroît un centre de recherche agricole, le centre de Michamps, fondé en 1965 à Bastogne, en province de Luxembourg.

## Aperçu chronologique

### Date de fondation
Pour la date de fondation deux écoles s'opposent :

#### 1425
1425 date de fondation de l'ancienne université de Louvain. En effet, l'université elle-même, un nombre d'historiens,[réf. non conforme], d'encyclopédies,[réf. non conforme] ainsi que des sources journalistiques, considèrent que l'université a été fondée en 1425 en vertu de la continuité spirituelle mais aussi factuelle existant entre l'ancienne université de Louvain, supprimée en 1797, et l'université catholique de Belgique qui a été fondée en 1834 à Malines, puis s'est établie à Louvain sous le nom d'université catholique de Louvain, et ce que ce soit au niveau géographique, le fait qu'elles étaient toutes les deux établies à Louvain (et y aient occupé les mêmes bâtiments emblématiques), mais aussi dans les volontés de l’épiscopat, de la ville de Louvain,, ainsi que celle d'hommes politiques[réf. non conforme] comme Mérode qui dans leur discours ont clairement affirmé qu'ils voulaient recréer l’ancienne université (ce qui fut notamment le cas pour toute une série de traditions, d'enseignement et d'organisation, universitaires spécifiques, communes à l'ancienne et à la nouvelle institution). Selon La Wallonie, le pays et les hommes, encyclopédie historique dirigé par Hervé Hasquin, Rita Lejeune et Jacques Stiennon, également de la volonté de professeurs : « celle de Louvain (l'université d'État), avec son statut de neutralité et d'établissement de l'État, fut battue en brèche par les professeurs de l'ancienne université, aussi bien que par l'épiscopat. Les uns réclamaient la 'recréation' de leur maison, […] on envisagea donc — à l'abri de l'indépendance nouvelle — de reconstituer une université catholique de Louvain à laquelle un bref du pape Grégoire XVI donna existence le 13 décembre 1833 ». Toutefois, cette affirmation est nuancée par Arlette Graffart, l'université d'État de Louvain mérite bien plus selon elle d'être considérée comme la « résurrection » de l'ancienne université de Louvain : « elle seule et non point celle qui vit le jour en 1834 à l'initiative des évêques de Belgique, c'est-à-dire l'université catholique de Malines devenue de Louvain l'année suivante. En effet, l'ancienne université de Louvain fut créée au XVe siècle d'un commun accord par les pouvoirs publics (le duc Jean IV et la ville de Louvain) et le Saint-Siège, sans intervention de l'épiscopat ni du clergé local ». Certains auteurs comme Erik Van Mingroot contestent la légalité de la loi supprimant l'ancienne université de Louvain, en estimant que le « pouvoir révolutionnaire » considéré comme des « forces d'occupation » (occupying forces) illégales de 1795 à 1813, fin de l'Empire napoléonien, exerçait l'autorité sur les anciens Pays-Bas et que d'autre part, seul le pape, considéré comme fondateur, aurait-eu le pouvoir de dissoudre l'ancienne université fondée par lui. Alors qu'en réalité l'université de Louvain n'est pas un ordre religieux de droit purement pontifical, mais a été fondée d'un commun accord par les pouvoirs civils du duché de Brabant : le duc Jean IV et le magistrat de la ville de Louvain avec le consentement du pape Martin V. C'est sur la base de ces arguments que l'université est retenue dans les classements des universités de plus de 400 ans par exemple ou affiche sur son sceau néogothique avec la Sedes Sapientiæ, créé en 1909, la date de 1425.
Ainsi, selon le journal « La Libre Belgique » : « Suspendue en 1797 pendant la Révolution française, l'université fut ressuscitée à Malines en 1834 à l'initiative des évêques de Belgique, avant d'être transférée à Louvain un an plus tard ».
Les Archives de l'État en Belgique, néanmoins toujours détenteurs des archives de l'ancienne université de Louvain, estimaient, en contradiction avec les arrêts de la cour d'appel de 1844 et de Cassation du 26 novembre 1846, que la KU Leuven et l'UCL « sont les successeurs en droit de l'ancienne université ». Néanmoins, vers septembre 2022, cette phrase a été supprimée du site internet des Archives de l'État en Belgique.

#### 1834
1834 qui est la date de la fondation à Malines le 8 novembre 1834 par les évêques de Belgique, à la suite d'un bref du pape Grégoire XVI, de l'université catholique de Belgique,,, appelée usuellement université catholique de Malines ; les personnes qui défendent cette date de 1834 le font sur le fait que les évêques de Belgique ont créé à Malines en 1834, une toute nouvelle université catholique à Malines n'ayant aucun lien juridique avec l'ancienne université. Ce fait est circonstancié dans deux arrêts des cours d'Appel et de Cassation qui ont refusé d’octroyer les bourses de l'ancienne université à la nouvelle : « l'université catholique de Louvain ne peut être considérée comme continuant l'ancienne université de Louvain » : « L'université libre de Louvain ne représente pas légalement l’antique université de cette ville. Attendu que cette université (l’ancienne Université de Louvain), instituée par une bulle papale, de concert avec l'autorité souveraine, formait un corps reconnu dans l'État, ayant différentes attributions, dont plusieurs même lui étaient déléguées par le pouvoir civil ; Attendu que ce corps a été supprimé par les lois de la république française ; Attendu que l'université existant actuellement à Louvain ne peut être considérée comme continuant celle qui existait en 1457, ces deux établissements ayant un caractère bien distinct, puisque l'université actuelle, non reconnue comme personne civile, n'est qu'un établissement tout à fait privé, résultat de la liberté d'enseignement, en dehors de toute action du pouvoir et sans autorité dans l'État… ».
Le philosophe Philippe Van Parijs, dans une carte blanche parue dans la presse nationale belge en 2024, donne son avis sur la question qui soutient cette deuxième thèse. Du côté néerlandophone du pays, en septembre 2024, Jelle Haemers, professeur d'Histoire médiévale à la KU Leuven, écrit une opinion dans le journal néerlandophone de référence De Standaard intitulée La KULeuven a 600 ans ? C'est une fable .

### Chronologie avant 1834
- 1425 : fondation de l'ancienne université par les ducs de Brabant[4].
- 1797 : suppression sous la République française, de l'ancienne université par la loi du 3 brumaire de l’an IV et transfert à Bruxelles dans l'École centrale de Bruxelles. En réalité, l'ancienne université de Louvain a continué d'exister à l'époque de l'occupation française de 1795 à 1797, et a légalement été supprimée après le traité de Campoformio du 17 octobre 1797, quand les anciennes provinces belgiques du Saint-Empire firent désormais partie légalement en droit international de la République française à laquelle l'Empereur du Saint-Empire les a cédées[43]}}. Faisant suite à une dépêche du 19 octobre 1797, l'administration centrale du département de la Dyle prit le décret du 4 brumaire an VI (25 octobre 1797) supprimant l'université de Louvain, en application du décret de la Convention du 15 septembre 1793 qui supprimait tous les collèges et universités de la République et pas uniquement l'université de Louvain. Wauthier, chef de bureau du département de la Dyle et l'ex-jésuite De la Serna Santander, bibliothécaire de l'École centrale de Bruxelles, furent chargés de l'application de cette mesure. Le 26 octobre 1797, ils se rendirent avec Michel-Marcel Robyns, receveur des domaines nationaux, auprès de l'administration communale de Louvain, pour la notifier[44];
- 1817 : réouverture d'une université à Louvain : l'université d'État de Louvain.

### Chronologie depuis 1834

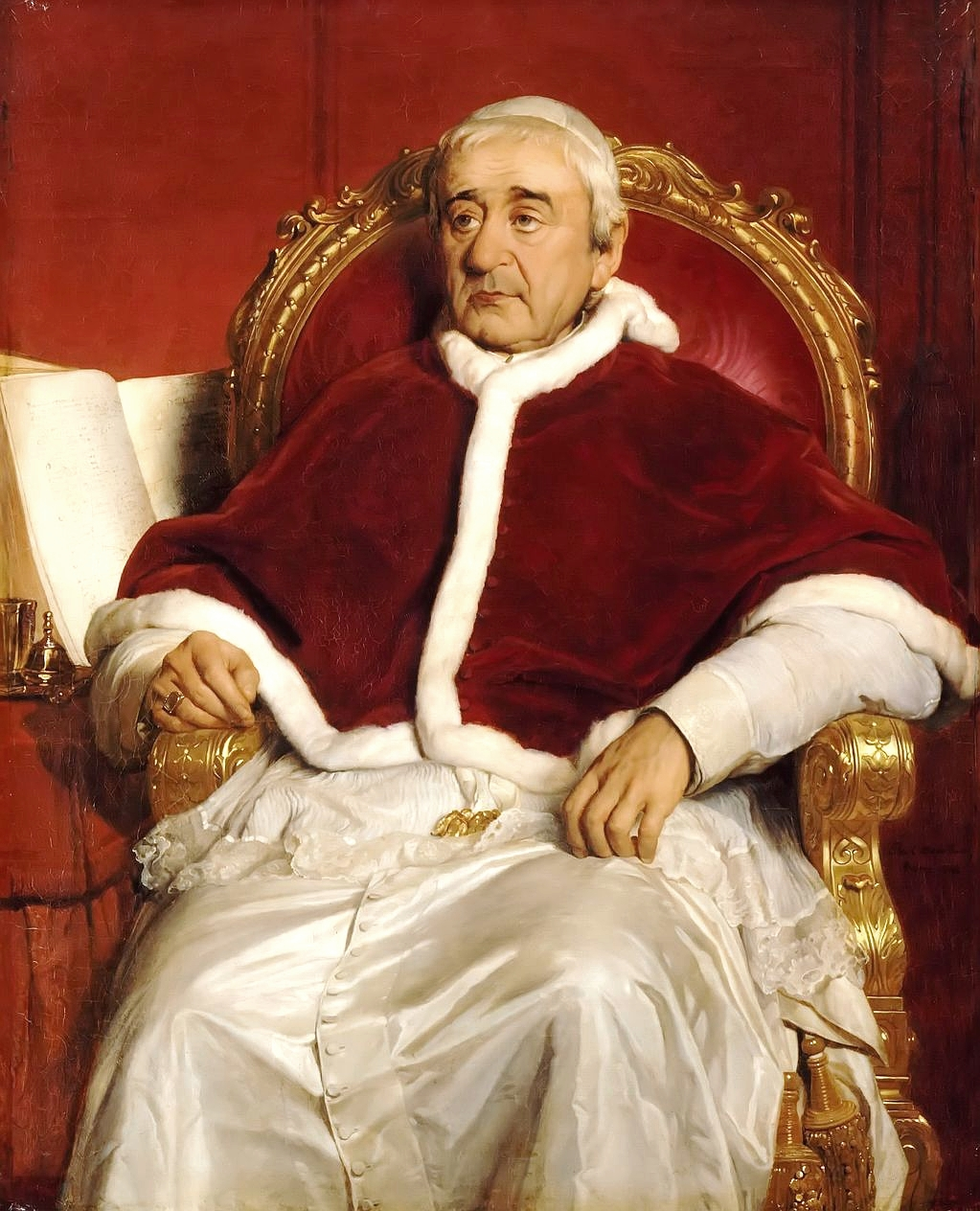
Le pape Grégoire XVI cofondateur avec les évêques de Belgique par bref du 13 décembre 1833 de l'université catholique de Malines puis de Louvain.

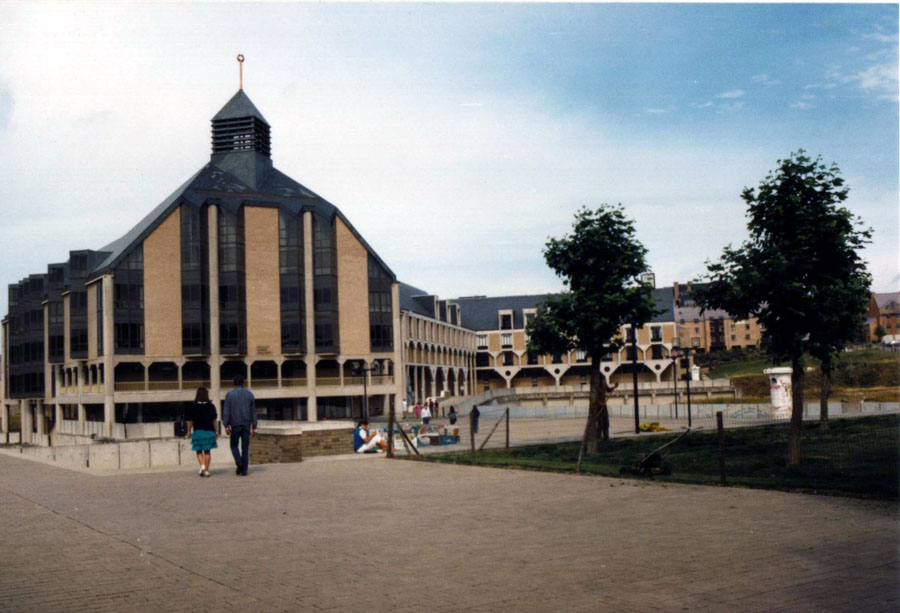
La Faculté de théologie sur la Grand-Place à l'époque encore en construction, en 1984.

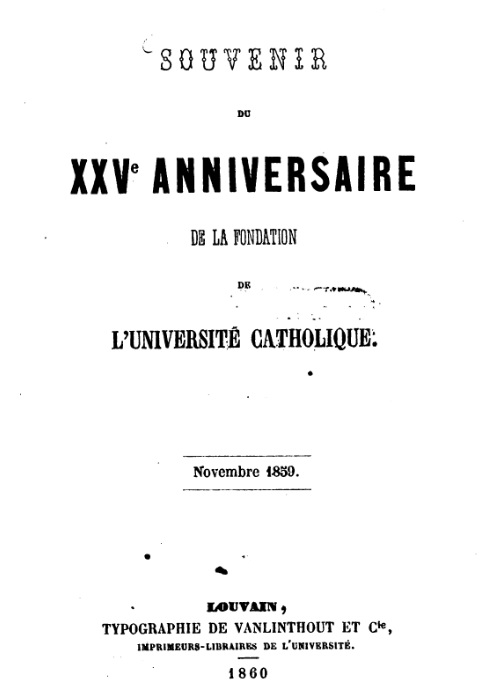
Livre publié pour célébrer le 25e anniversaire de la fondation de l'université catholique de Louvain le 3 novembre 1859.

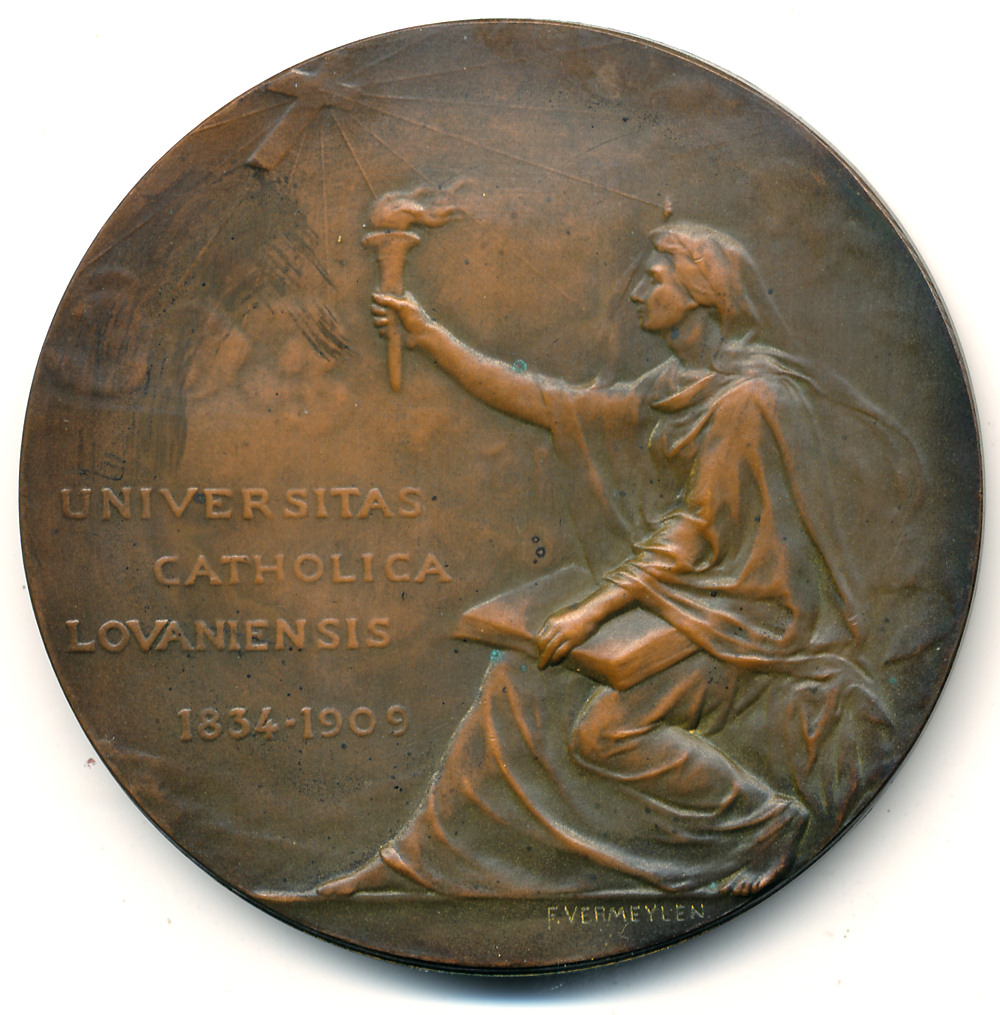
de la réinstallation de l'université catholique de Louvain 1834-1909, médaille bronze, 60 mm, signée Frantz Vermeylen.

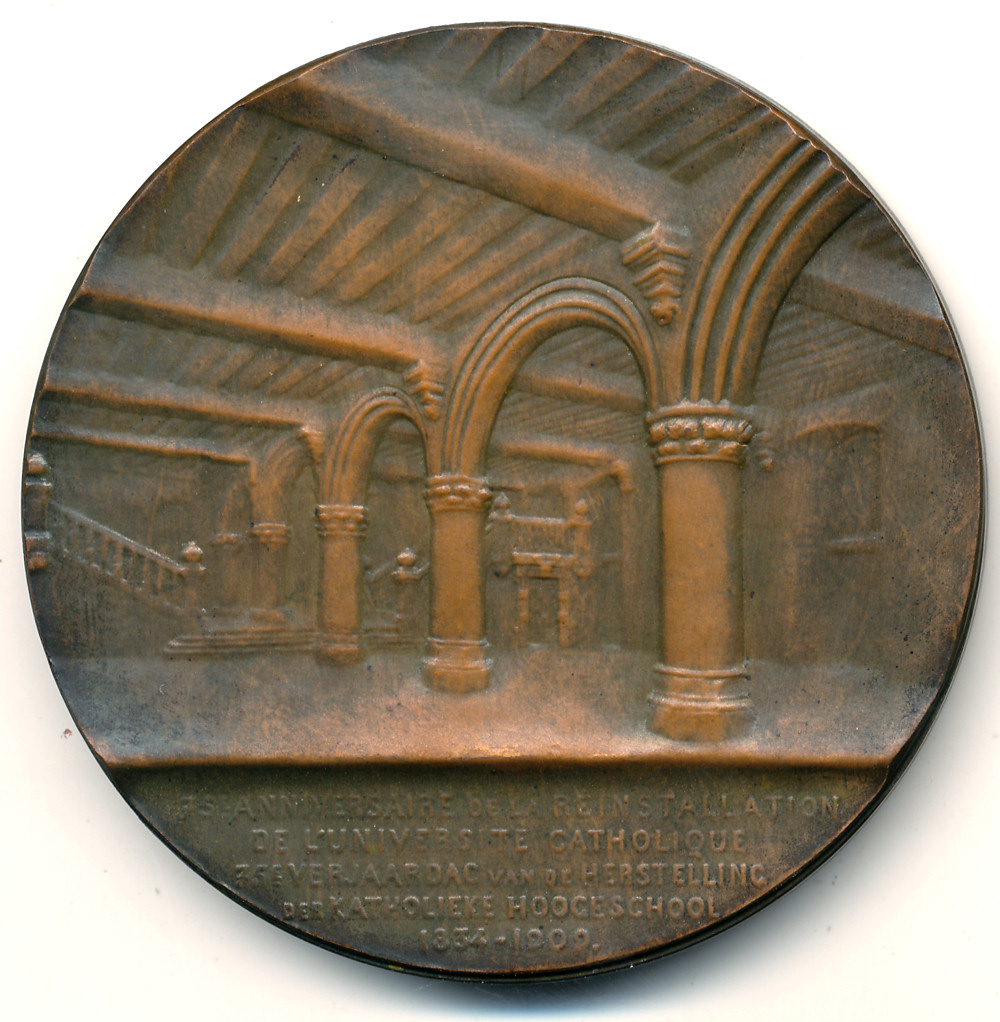
Revers de la médaille, la grande et belle salle des pas-perdus des Halles de Louvain.

- 1834 : Le 8 novembre 1834, les évêques de Belgique autorisés par un bref[45] du pape Grégoire XVI du 13 décembre 1833, fondèrent à Malines, l'« université catholique de Belgique », usuellement appelée « université catholique de Malines ». Cette université nouvelle, à la suite de la suppression de l'université d'État de Louvain le 15 août 1835[46], décida de s'établir la même année dans cette vieille cité universitaire, où elle prit le nom d'« université catholique de Louvain[47] ». La ville de Louvain avait depuis longtemps le renom d'une vieille cité universitaire qui avait déjà été le siège de : l'université[38] fondée par les ducs de Brabant en 1425 et de l'université d'État de Louvain fondée en 1817.
- 1835 : Discussion au Parlement de la loi sur l'enseignement supérieur. Charles Rogier, essayant dans une dernière tentative de sauver l'université d'État de Louvain, y propose lors de la séance du 11 août 1835 qu'il n'y ait plus en Belgique qu'une seule université financée par l'État et établie à Louvain, il fut soutenu dans son combat par l'éloquence fougueuse du député catholique Ignace Quirini, ancien étudiant de l'Université d'État, et qui deviendra ensuite professeur à la nouvelle université catholique, mais leur dernier combat, sonnant le glas de l'unionisme, fut vain et la proposition fut rejetée[48]. La loi votée le 27 septembre 1835 supprima définitivement l'université d'État de Louvain qui ferma ses portes le 15 août 1835[46] . C'est alors que l'université catholique de Malines, après la suppression de l'université d'État de Louvain [49], s'installe à Louvain et prend le nom d'« université catholique de Louvain[49] », en latin « Universitas catholica Lovaniensis[50] » ou « Universitas catholica in oppido Lovaniensi[51] », souvent simplement appelée à l'époque « Université catholique[52] » en omettant le mot Louvain[53].

Son promoteur et premier recteur monseigneur de Ram veut, dans l'esprit de la reconquête catholique instaurée par Grégoire XVI, en faire un rempart qui puisse s'opposer « aux ennemis de la religion » et faire obstacle « au progrès de ces funestes doctrines qui depuis un demi-siècle ont ébranlé les bases de la société ».
- 1859, le jeudi 3 novembre, l'Université catholique de Louvain célèbre son vingt-cinquième anniversaire[56],[57]. Les étudiants offrent le 23 novembre 1859 un grand banquet au recteur et aux professeurs dans le grand hall destiné aux festivals de l'Académie de Musique de Louvain[58].

- 1884 : l'université catholique de Louvain fête solennellement et avec éclat son cinquantième anniversaire[59].

- 1909 : l'université catholique de Louvain célèbre son 75e anniversaire, et frappe une médaille où elle utilise en français le mot « réinstallation » et en néerlandais « herstelling » : 75e anniversaire de la réinstallation de l'université catholique 75e verjaardag van de herstelling des katholieke hoogschool 1834-1909.
- 1968 : à la suite des problèmes linguistiques, maintien à Louvain de la section française, au mécontentement des étudiants néerlandophones. Introduction d’étudiants dans les conseils facultaires. L'université de Louvain est alors scindée en deux universités distinctes, l'une néerlandophone, toujours en activité à Louvain, l'autre, francophone, qui s'installera en Brabant wallon, dans la commune d'Ottignies.
- 1970 : La loi du 24 mai 1970 autorise l'université unitaire de Louvain à fonder deux universités qui se partageront sa personnalité juridique : la Katholieke Universiteit Leuven et l'Université catholique de Louvain.

L'université catholique accueille de plus en plus d'étudiants d'Amérique latine (d'une centaine en 1964 à 700 en 1970), ce qui en fait un lieu majeur de dialogue entre les milieux catholiques européens et latino-américains, permettant notamment la transmission de la théologie de la libération.
- 2 février 1971 : pose de la première pierre des bâtiments universitaires à Ottignies, dans ce qui deviendra Louvain-la-Neuve, ville nouvelle destinée à l'établissement de francophones de l'UCL en « terre romane ». Hormis le cas de Charleroi (forteresse espagnole de 1666), Louvain-la-Neuve est à ce jour la seule ville nouvelle sur le sol belge.
- 1972 : première implantation d'entreprise dans le parc scientifique de Louvain-la-Neuve, destiné à développer les relations entre l'industrie de l'UCL.
- 1972 : Louvain-la-Neuve comme ville habitée s'ouvre durant le 2e semestre
- 1974 : Christian de Duve obtient le Prix Nobel de physiologie ou médecine pour la découverte des lysosomes.
- 1979 : fin du transfert des facultés à Louvain-la-Neuve, avec l’installation de la Faculté de philosophie et lettres.
- 1995 : création de l’Institut de pédagogie universitaire et des multimédias.
- 1999 : création de la Fondation Louvain et de l’Institut universitaire de formation continue.

### XXIesiècle
- 2004 : dans le cadre de l'harmonisation des études supérieures européennes décidée par le processus de Bologne, l’université entame une réforme en profondeur de son enseignement dans toutes les facultés.
- 29 juin 2004 : création de l'Académie Louvain, le réseau des universités catholiques francophones de Belgique.
- 12 mars 2007 : Après presque trois ans de collaboration active dans ce réseau, les recteurs des quatre universités catholiques, les FUCaM, les FUNDP, les FUSL et l'UCL, décident d'entamer des négociations en vue de la fusion des quatre établissements en une seule université, l'UCLouvain[61]. Alors que les trois autres institutions se sont prononcées pour la fusion, le processus échoue le 17 décembre 2010, à la suite du vote de l'assemblée générale des FUNDP[62].
- 2010 : intégration des Instituts supérieurs d’architecture Saint-Luc de Bruxelles et de Tournai
- 15 septembre 2011 : fusion avec les Facultés universitaires catholiques de Mons, qui deviennent l'UCL Mons, aujourd'hui UCLouvain FUCaM Mons.
- 18 mai 2017 : fusion décidée avec l'université Saint-Louis - Bruxelles[63],[64], celle-ci est en attente d'une modification décrétale pour être totalement effective.
- 17 septembre 2018 : l'université utilise une identité visuelle commune avec l'université Saint-Louis - Bruxelles, et adopte d'une nouvelle dénomination commune : UCLouvain, tout en attendant un décret pour finaliser la fusion[65].
- 14 septembre 2023 : l'université Saint-Louis - Bruxelles fusionne par absorption avec l'université catholique de Louvain, fondant juridiquement l'UCLouvain.
- 15 février 2024 : dans la perspective du 600e anniversaire de la création de l’université de Louvain, la KU Leuven et l’UCLouvain remettent conjointement les insignes de docteur·e honoris causa à Seyla Benhabib ; Bernard Foccroulle ; Theresa Kachindamoto. À cette occasion est signée la Leuven Louvain University Alliance (LLUA, Alliance universitaire Leuven-Louvain)[66].

### Population étudiante
Évolution du nombre d'étudiants à l'université catholique de Louvain, incluant les FUCaM ayant intégré l'UCL, ainsi que l'université Saint-Louis - Bruxelles (situation en juin de chaque année académique).
Le graphique qui aurait dû être présenté ici ne peut pas être affiché car il utilise l'ancienne extension Graph, désactivée pour des questions de sécurité. Des indications pour créer un nouveau graphique avec la nouvelle extension Chart sont disponibles ici.

### Fresque de Claude Rahir

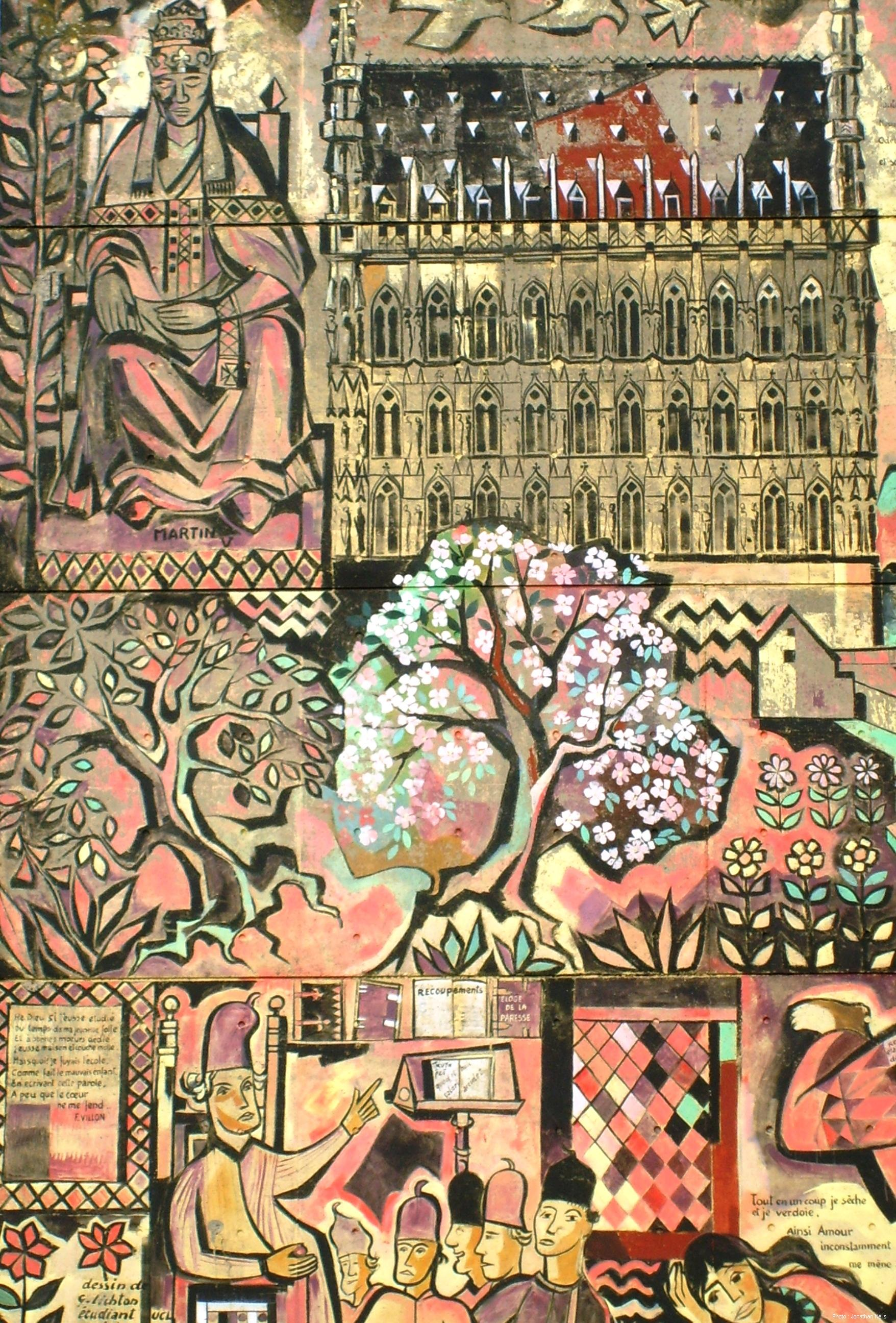
Partie gauche encore visible de la fresque

Le peintre Claude Rahir (1937-2007) a réalisé en 1984, une fresque monumentale de 650 m2, évoquant l’histoire de l’université catholique de Louvain telle qu'elle est présentée officiellement actuellement par cette institution. Elle est composée de 3 parties ; la partie gauche évoque l'ancienne université de Louvain depuis sa fondation par Martin V (en réalité elle fut fondée par la volonté du duc Jean IV de Brabant et de la municipalité de Louvain), la partie droite évoque les facultés de la nouvelle université catholique de Louvain puis de Louvain-la-Neuve. Cette fresque n'évoque toutefois ni l'université d'État de Louvain, ni l'université catholique de Malines. Le centre représente sur 12 mètres de haut la Sedes Sapientiae, choisie comme symbole de cette université depuis 1909. La ville nouvelle se développant rapidement, cette peinture murale qui voulait rappeler aux nouvelles générations d’étudiants les racines de l’université a été presque totalement occultée par la construction d’un bâtiment administratif de l’UCL (le bâtiment Doyen, comprenant, entre autres les auditoires Doyen et la Louvain School of Management). Ne restent aujourd'hui que quelques mètres de la partie gauche, visibles au coin de la rue de la Lanterne magique, au-dessus du passage de l'Agora.
Une reproduction à échelle réduite de l'intégralité de cette fresque fut exposée du 24 octobre au 7 novembre 2009 sur la place d'Armes de la ville de Namur dans le cadre du projet Na-Mur, commémoration pour les 20 ans de la chute du mur de Berlin.
Cette œuvre s'intègre, parmi sept autres aux thèmes divers (souvent celui de l'université) réalisées par des collectifs ou artistes renommés, à un parcours de fresques réparties dans la ville piétonne.

## Réputation académique
L'UCLouvain figure en bonne place dans les classements internationaux. Depuis 2004, elle garde une position stable entre la 101e et la 152e place dans le classement académique des universités mondiales par l'université Jiao Tong de Shanghai. En 2012, le QS World University Rankings lui attribue la 127e place mondiale dans son classement des universités. Elle a aussi été classée dans le top 25 des universités de plus de 400 ans. En 2019, elle est classée 51e université européenne par le Times Higher Education World University Rankings, 128e mondiale par le même classement,, mais prend la deuxième place en Belgique, juste après la KU Leuven,.
Aux QS World University Rankings, l'UCLouvain atteint la 167e place, troisième université belge du classement de 2019. Elle est classée comme la meilleure université du monde en actuariat et comme 8e meilleure université du monde pour ses études en théologie. Elle se trouve dans les 100 meilleures universités pour ses formations en philosophie, statistique, économie et économétrie, et 94e université mondiale dans le domaine des sciences sociales. Le master CEMS auquel participe la Louvain School of Management est par ailleurs classé 8e dans le monde selon QS, 8e aussi selon le Financial Times. Eduniversal classe le master en sciences des données (Big data) de l'UCLouvain comme 3e mondial, le master en sciences et gestion de l'environnement d'AGRO Louvain à la 13e place mondiale, et le master en administration publique de la faculté ESPO à la 13e place du classement européen.

## Directions

### Recteurs
Le recteur est le véritable chef de l'exécutif de l'université.
- de 1969 à 1986 : Mgr Édouard Massaux (1920-2008), théologien.

À partir de Pierre Macq, les recteurs sont nommés pour un mandat de cinq ans renouvelable.
- de 1986 à 1995 : Pierre Macq (1930-2013), physicien (physique nucléaire expérimentale).
- de 1995 à 2004 : baron Marcel Crochet (1938), ingénieur civil (mécanique des fluides).
- de 2004 à 2009 : Bernard Coulie (né le 16 avril 1959), philologue (études byzantines et orientales).

À partir de Bruno Delvaux, les recteurs sont élus par la communauté universitaire au suffrage universel pondéré pour un mandat de cinq ans renouvelable..
- de 2009 à 2014 : Bruno Delvaux (né le 10 janvier 1954), ingénieur agronome (science des sols).
- de 2014 à 2024 : Vincent Blondel (né le 28 avril 1965), ingénieur civil (mathématiques appliquées)[84].
- 2024 : Didier Lambert (né en 1966), pharmacien[85],[86].
- À partir de 2024 : Françoise Smets, pédiatre (médecine), première rectrice, cheffe de clinique dans le service de gastroentérologie et hépatologie pédiatrique des cliniques universitaires Saint-Luc.

### Administrateurs généraux
- Michel Woitrin (1963-1984) [87]
- Jean Moulart (1984-1994) [88]
- Anne-Marie Kumps (1994-2009) [89]
- Dominique Opfergelt (2009-2020)[89]
- Alexia Autenne (depuis 2020)[14]

### Présidents du conseil d'administration
- André Oleffe (1970-1975)[90]
- Jean Godeaux (1975-1982)[90]
- Jean Hallet (nl) (1982-1997)[90]
- Jean-Jacques Viseur (1997-2007)[91]
- Jean Hilgers (à partir de 2007)[91]

### Grand chancelier
Ce titre est surtout honorifique. En effet, il désigne le président du pouvoir organisateur (PO), mais les décisions se prennent essentiellement dans le conseil d'administration, le conseil académique et le conseil rectoral. Il est porté par l'archevêque de Malines-Bruxelles :
- 1968-1979 : Léon-Joseph Suenens.
- 1979-2010 : Godfried Danneels.
- 2010-2015 : André Léonard.
- 2015-2023 : Jozef De Kesel[13].
- 2023 - : Luc Terlinden.

## Facultés et écoles

### Secteur des sciences humaines

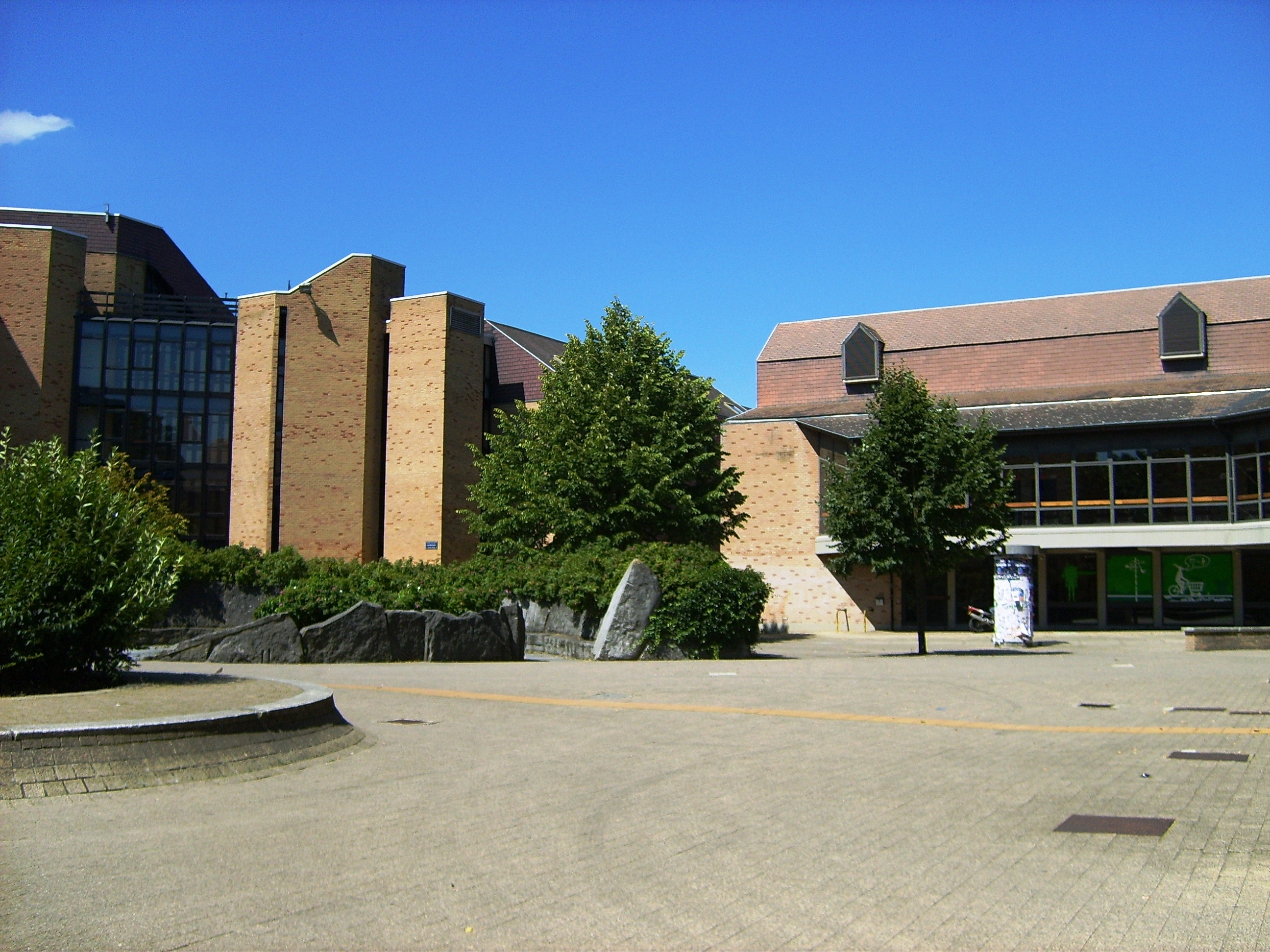
Les auditoires Montesquieu (droite) et la faculté de droit et de criminologie (gauche).

- Faculté de droit et de criminologie (DRT)
  - École de criminologie
- Faculté de droit Saint-Louis (DRTB)
- Faculté de philosophie, arts et lettres (FIAL)
  - École de philosophie (EFIL)
  - Langues et lettres
    - Langues et littératures françaises et romanes (ROM)
    - Langues et littératures modernes (LMOD)
    - Langues et littératures anciennes (classiques et orientales) (GLOR)
    - Langues et littératures modernes et anciennes (LAFR)
    - Linguistique (LING)
    - Louvain School of Translation and Interpreting (LSTI)

  - Histoire, histoire de l'art et archéologie
    - Histoire (HIST)
    - Histoire de l'art, archéologie et musicologie (ARKE)

  - Information et communication
    - Communication multilingue (MULT)
    - Arts du spectacle (THEA)
    - Sciences et technologies de l’information et de la communication (STIC)
- Faculté de philosophie, lettres et sciences humaines Saint-Louis (PHLB)
- Faculté de traduction et d’interprétation Marie Haps Saint-Louis (TIMB)
- Faculté des sciences économiques, sociales, politiques et de communication (ESPO)
  - Commission de l'agrégation et de la formation continue des enseignants (AGES)
  - École de Communication (COMU)
  - Economics School of Louvain (ESL)
  - École interfacultaire en études européennes (EURO)
  - Chaire Hoover - Commission d'enseignement (HOOV)
  - Faculté ouverte de politique économique et sociale (FOPES)
  - École des Sciences politiques et sociales/Louvain School of Political and Social Sciences (PSAD).
  - Bureau du premier cycle (SESP)
  - École des Sciences du travail (TRAV)
- Faculté des sciences économiques, sociales, politiques et de la communication Saint-Louis (ESPB)
- Faculté de psychologie et des sciences de l'éducation (PSP)
  - École de psychologie (EPSY)
  - École de logopédie (ELOG)
  - École d'éducation et de formation (EDEF)
  - École de sexologie et des sciences de la famille (ESFA)
- Faculté de théologie et d'étude des religions (THER)
  - École doctorale en théologie et en études bibliques (EDT)
  - Théologie (THEO)
  - Études bibliques (EBIB)
  - Sciences des religions (SREL)
- Louvain School of Management (LSM)
- Institut d’études européennes Saint-Louis (IEEB)

### Secteur des sciences de la santé
- Faculté de médecine et médecine dentaire (MEDE)
  - École de médecine (MED)
  - École de médecine dentaire et de stomatologie (MDEN)
- Faculté de pharmacie et des sciences biomédicales (FASB)
  - École de pharmacie (FARM)
  - École des sciences biomédicales (SBIM)
- Faculté de santé publique (FSP)
- Faculté des sciences de la motricité (FSM)
  - Commission d'encadrement Éducation par le Mouvement (EDPM)
  - Commission d'encadrement Sports, exercices physique et santé (EXR6)
  - Commission d'encadrement Physiologie et Biomécanique de la Locomotion (LOCO),
  - Commission d'encadrement Réadaptation et Médecine Physique (READ)

À l'exception de la Faculté des sciences de la motricité, située à Louvain-la-Neuve, le secteur des sciences de la santé de l'UCLouvain se trouve sur le campus UCLouvain Bruxelles Woluwe.

### Secteur des sciences et technologies

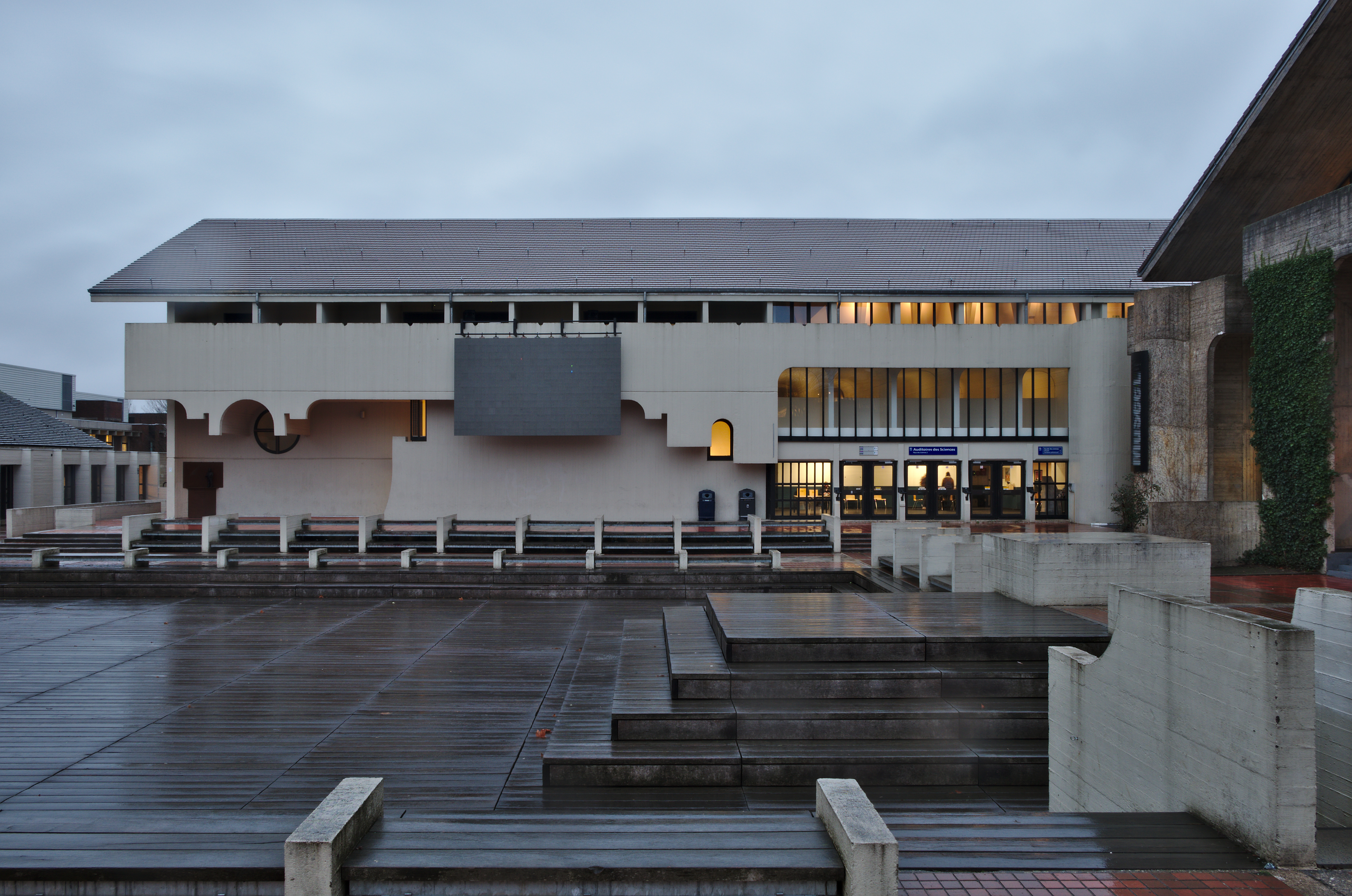
Auditoires des Sciences et Place des Sciences

- École polytechnique de Louvain (EPL)
  - Ecole d'urbanisme et d'aménagement du territoire (URBA)
- Faculté d'architecture, d'ingénierie architecturale, d'urbanisme (LOCI)
- Faculté des bioingénieurs (AGRO)
  - Département de biologie appliquée et des productions agricoles (BAPA)
  - Département de chimie et des bioindustries (CABI)
  - Pôle en sciences de l'environnement
- Faculté des sciences (SC)
  - École de biologie (BIOL)
  - École de chimie (CHIM)
  - École de géographie (GEOG)
  - École de physique (PHYS)
  - École de mathématique (MATH)
  - École de médecine vétérinaire (VETE)
  - École de statistique, biostatistique et sciences actuarielles (LSBA)

Les facultés et l'école de ce secteur se situent toutes à Louvain-la-Neuve. Toutefois, la faculté d'architecture possède également des implantations à Tournai et à Saint-Gilles : il s'agit des anciens instituts supérieurs d'architecture Saint-Luc, rattachés à l'UCLouvain depuis 2010.
À partir de la rentrée 2017, l'UCLouvain en partenariat avec la Haute École Louvain en Hainaut lancent un cursus 6 années combiné ingénieur de gestion et ingénieur industriel

## Instituts de recherche

### Secteur des sciences humaines
- Institut d'analyse du changement dans l'histoire et les sociétés contemporaines (IACCHOS)
- Institut de recherche en sciences psychologiques (IPSY)
- Institut de sciences politiques Louvain-Europe (ISPOLE)
- Institut des civilisations, arts et lettres (INCAL)
- Institut langage et communication (IL&C)
- Institut pour la recherche interdisciplinaire en sciences juridiques (JUR-I)
- Institut supérieur de philosophie (ISP)
- Louvain Institute for Data Analysis and Modeling in economics and statistics (LIDAM)
- Louvain Research Institute in Management and Organisations (LOURIM)
- Institut de recherche religions, spiritualités, cultures, sociétés (RSCS)

### Secteur des sciences de la santé
- Institut de Duve (DDUV), anciennement Institute of Cellular Pathology (ICP)
- Institut de neuroscience (IoNS)
- Institut de recherche expérimentale et clinique (IREC)
- Institut de recherche santé et société (IRSS)
- Louvain Drug Research Institute (LDRI)

### Secteur des sciences et technologies
- Institut de la matière condensée et des nanosciences (IMCN)
- Institut de recherche en mathématique et physique (IRMP)
- Institute of Mechanics, Materials and Civil engineering (IMMC)
- Louvain Institute of Biomolecular Science and Technology (LIBST)[N 2]
- Louvain Institute for Data Analysis and Modeling in economics and statistics (LIDAM)
- Technologies de l'information et de la communication, électronique et mathématiques appliquées (ICTEAM)
- Earth and Life Institute (ELI)

### Autres entités
- LIDAM
  - CORE Center for Operations Research and Econometrics
  - Institut de statistique, biostatistique et sciences actuarielles.
- Centre de philosophie du droit
- Centre de recherche pour la solidarité et l'innovation sociale

## Hôpitaux
Outre son réseau hospitalier, l'UCLouvain possède deux hôpitaux universitaires : les cliniques universitaires Saint-Luc à Bruxelles, et le CHU UCLouvain Namur établi à Namur, Dinant, Yvoir et Ciney, en province de Namur, ainsi que le Centre hospitalier neurologique William Lennox à Ottignies-Louvain-la-Neuve. Le secteur des sciences de la santé de l'université accueille le réseau Santé Louvain, géré par la commission du réseau hospitalier de l'UCLouvain[source insuffisante] qui regroupe[source insuffisante] :
- le groupe hospitalier Saint-Luc – UCLouvain :
  - les cliniques universitaires Saint-Luc ;
  - le centre hospitalier neurologique William Lennox ;
  - le centre hospitalier Valida ;
  - le centre hospitalier régional Mons-Hainaut ;
  - la clinique Notre-Dame de Grâce ;
  - la clinique Sanatia ;
  - la clinique Saint-Pierre Ottignies ;
  - l'hôpital psychiatrique La Petite Maison APsy-UCLouvain ;
- le CHU UCLouvain Namur et ses 13 implantations ;
- la clinique Saint-Jean Bruxelles ;
- la clinique Saint-Luc Bouge ;
- le groupe santé CHC de Liège et ses 31 implantations ;
- le centre hospitalier de Luxembourg au grand-duché du Luxembourg ;
- le centre hospitalier de Wallonie picarde (CHwapi) ;
- le centre hospitalier Epicura ;
- le centre hospitalier régional Haute Senne ;
- le centre hospitalier régional Mons-Hainaut ;
- le centre hospitalier régional Val de Sambre ;
- le centre neuro psychiatrique Saint-Martin et ses 5 hôpitaux ;
- le centre psychiatrique Saint-Bernard ;
- les cliniques de l'Europe (hôpitaux Sainte-Élisabeth et Saint-Michel) ;
- les cliniques du Sud Luxembourg (Vivalia) et ses 13 implantations ;
- le groupe Jolimont et ses 31 implantations ;
- l'hôpital psychiatrique Saint-Charles ;
- l'hôpital psychiatrique St-Jean-de-Dieu ;
- le St. Nikolaus-Hospital d'Eupen ;
- l'Alliance nationale des Mutualités chrétiennes.

## Personnalités liées à l'UCLouvain

### Prix Nobel

#### Professeurs
- Christian de Duve (1974) - Physiologie/Médecine
- Albert Claude (1974) - Physiologie/Médecine

#### Anciens de l'université catholique de Louvain (1835-1968)
- Auguste Beernaert (1909) - Paix
- Dominique Pire (1958) - Paix

### Docteurshonoris causa
Des doctorats honoris causa sont donnés par l'université depuis 1874 mais seulement au niveau facultaire. Le premier DHC universitaire fut en 1951 le roi Baudouin.
De nombreux autres suivirent :
- 1951 : 
  - Roi Baudouin
- 1961 : 
  - Roi Albert II
- 1970 :
  - Dom Helder Camara[96]
- 1976 :
  - R. Mallet
  - Paul Samuelson,
  - Gaston Thorn,
  - H. Schurmann
  - Paul Ricœur
  - Jean Hamburger
  - G. Duby
  - George Armitage Miller
- 1978 :
  - Theodore Hesburgh
- 1979 :
  - Marc Chagall
- 1981 :
  - Giuseppe Lazzati
- 1985 :
  - Jean Honoré
  - Pierre Werner
- 1986 :
  - Agostino Casaroli
  - Paul Poupard
  - E.D. Saber
- 1987 :
  - Sœur Emmanuelle
  - Jacques Delors
- 1988 :
  - Andrée De Jongh
  - Miguel Ángel Estrella
  - Pierre Harmel
- 1989 :
  - Yehudi Menuhin
  - Olivier Clément
- 1990 :
  - Asztrik Várszegi
  - Barbara Hendricks
  - Maria de Lourdes Pintasilgo
- 1992 :
  - Michel Serres
  - André Chouraqui
  - Boutros Boutros-Ghali
- 1993 :
  - Jacques Testart
  - Arturo Ribera Damas
  - Tahar Ben Jelloun
- 1994 :
  - André Louf
- 1995 :
  - Elie Wiesel
  - Felipe González
  - Jean-Luc Dehaene
- 1996 :
  - Jean-Marie Cavada
  - Ch. Tosteson (de)
  - Bertrand Schwartz
- 1997 :
  - Dương Quỳnh Hoa
  - Enrique d'Etigny Lyon
  - Eusèbe Magloire Alihonou
- 1998 : Droits de l'homme, droits de la femme, droits des peuples
  - Aung San Suu Kyi
  - Roger Etchegaray
  - Khalida Messaoudi-Toumi
- 2000 : L'engagement, des idées aux actes
  - Lionel Jospin
  - Romano Prodi
  - Gro Harlem Brundtland
- 2001 : Université et culture
  - Amin Maalouf
  - Gerhard Richter
  - Jordi Savall
  - Josef Svoboda
- 2002 : Femmes et engagement dans la société
  - Carla Del Ponte
  - Hélène Carrère d'Encausse
  - Patricia Palacios de Nava
- 2003 : Quelle mondialisation?
  - Pascal Lamy
  - Joseph E. Stiglitz
  - Muhammad Yunus
- 2004 : Dialogue et paix
  - Émile Shoufani
  - Andrea Riccardi
  - Marguerite Barankitse
- 2005 : L'Europe de l'art et de la culture
  - Wim Wenders
  - Jorge Semprún
  - Claire Gibault
- 2006 : Université et engagement
  - Juan Guzmán Tapia
  - Luc Weber (en)
  - Frans van der Hoff
- 2007 : L'avenir de la planète
  - Erik Orsenna
  - Partha Dasgupta (en)
  - Stephen Schneider
  - Isabelle Autissier
- 2008 : Leur combat pour l'humanité
  - Bertrand Piccard
  - Jacques Piccard
  - Souhayr Belhassen
  - Monica Nève (de)
- 2009 : La multiculturalité
  - Sari Nusseibeh
  - Abdullahi Ahmed An-Na'im
  - Paolo Dall'Oglio
  - Marjane Satrapi
- 2010 : Les crises, l'opportunité d'innover
  - Herman Van Rompuy
  - Esther Duflo
  - Vénantie Bisimwa Nabintu
  - Boris Cyrulnik
- 2011 : Penser autrement
  - Jacob Schramm
  - Taslima Nasreen
  - Tim Jackson
- 2012 : Tous connectés... un levier pour la démocratie?
  - Daniel Cornu
  - Amnesty International
  - Solange Lusiku Nsimire
- 2013 : Art et science : réenchantons l'avenir
  - Brian Eno
  - Anne Teresa De Keersmaeker
  - Jean Nouvel
- 2014 : Agir pour la société de demain
  - Jigme Thinley
  - Denis Mukwege
  - Lawrence Lessig
- 2015 : Écrire, faire face
  - Jean-Claude Guillebaud
  - Eve Ensler
  - André Brink
- 2016 : Utopies pour le temps présent
  - Jimmy Wales
  - Paola Viganò
  - Eduardo Suplicy
- 2017 : Aventure scientifique
  - Eric Lander
  - Cindy Lee Van Dover
  - Sanjay Subrahmanyam
- 2018 : Les Mondes Numériques
  - Mitchell Baker[97]
  - Anant Agarwal[97]
  - Milad Doueihi[97]
- 2019 : Rapprocher nos horizons
  - Claudie Haigneré[98]
  - Barbara Moser-Mercer [98]
  - Neil Turok[98]
- 2020 : Partager les savoirs
  - Angélique Kidjo[99]
  - Nuccio Ordine[99]
  - François Taddei[99]
- 2021 : Relever les défis
  - Didier Pittet[100]
  - Laurence Tubiana[100]
  - Peter Piot[101],[100]
  - Liv Strömquist[100]
- 2022 : La fragilité du vrai
  - Chimamanda Ngozi Adichie[102]
  - Florence Aubenas[102]
  - Michael E. Mann[102]
- 2023 :  Face à la violence : la parole et l’image
  - Adelle Blackett
  - Oleksandra Matviichuk
  - Elia Suleiman
- 2024 : Voir loin, être proche
  - Seyla Benhabib
  - Bernard Foccroulle
  - Theresa Kachindamoto

## Prix offerts par l'université catholique de Louvain
L'université catholique de Louvain décerne sous certaines conditions des prix pour des chercheurs.

### Prix Baron van Dievoet
Le prix Baron van Dievoet, concernant la Faculté de droit, a pour but de favoriser le développement de la science juridique en encourageant la publication d'ouvrages de droit. L'attribution de deux prix, chacun d'un montant de 250 000 anciens francs belges, aura lieu tous les cinq ans à partir du 1er janvier 1989, pour un ouvrage rédigé respectivement en français et en néerlandais et consacré à l'étude du droit.
Les ouvrages proposés pour l'obtention du prix doivent traiter du droit privé. Celui-ci s'entend dans un sens large et comprend le droit privé, le droit commercial (en particulier les assurances et les opérations de crédit), la procédure civile, le droit international privé, le droit privé comparé et l'histoire du droit privé.

### Prix Georges-Lemaître
Le prix est attribué tous les deux ans à « un scientifique ayant contribué de façon remarquable au développement et à la diffusion des connaissances dans les domaines de la cosmologie, de l'astronomie, de l'astrophysique, de la géophysique, ou de la recherche spatiale ».

### Prix Cardinal Mercier
La fondation Cardinal Mercier de l'université catholique de Louvain, érigée en 1974, décerne un prix bisannuel de 2 500 euros.
Ce prix est destiné à récompenser des travaux ayant trait à la métaphysique, la philosophie première ou l'ontologie dans ses rapports avec le monde contemporain, les travaux exclusivement historiques ne pouvant entrer en ligne de compte.
Le prix Cardinal Mercier est ouvert aux étudiants, chercheurs ou professeurs, tant belges qu'étrangers, sans aucune distinction de langue, à l'exception des membres de l'Institut supérieur de philosophie qui lui sont rattachés à titre définitif.

## Le folklore estudiantin
Le folklore estudiantin est fort développé à l'UCLouvain, aussi bien sur le site principal de Louvain-la-Neuve que le site de Woluwé. Il est composé essentiellement des cercles, des régionales et des kots-à-projet, rassemblant au total environ 2 000 étudiants. Les cercles et régionales effectuent chaque début d'année des baptêmes estudiantins, une sorte de bizutage pour les nouveaux arrivants souhaitant intégrer le groupe. Les kots-à-projets réalisent plusieurs activités tout au long de l'année, dont certaines de grande ampleur telles que les 24 heures vélo de Louvain-la-Neuve ou le Welcome Spring ! Festival.
Il est à noter que l'UCLouvain soutient le folklore estudiantin, de manière logistique et financière.

### Les Régionales
Les régionales sont des groupements d'étudiants selon leur ville, région, province d'origine, qui ont une activité festive promouvant leur terroir et leurs produits alimentaires, leurs boissons et coutumes.
Ils sont réunis dans la Fédé.

### Les Cercles
Les cercles sont des groupements d'étudiants selon leur faculté qui ont une activité festive promouvant leurs études et leurs disciplines.
Il y a comme cercles :
- Le CI
- La MDS
- L'Adèle
- La MAF
- Le CESEC
- L'Agro
- Le CEP
- Le Philo et Lettres
- Le Psycho
- La Mémé
- Le Spix
- Le Pharma

Ils sont réunis dans le GCL.

### Les Kots-à-projet
Les kots-à-projet (KAPs) sont des kots qui ont chacun un projet qu'ils développent tout le long de l'année. Chaque KAP est composé d'une dizaine de personnes qui vivent ensemble, et réalisent plusieurs activités autour de leur projet. Il y a, en 2018, 78 kots-à-projet sur Louvain-la-Neuve axés sur des thématiques aussi diverses que variées: sport, culture, arts de la scène, handicap, environnement, sciences, social, droits humains ou encore interculturalité. Les différents projets sont coordonnés par l'Organe ASBL, le collectif des kots-à-projet.

### Junior-Entreprise
Trois Junior-Entreprises sont implantées sur le campus de l'UCLouvain à Louvain-la-Neuve: LSMConseil, LLN Juris Club et Expand, la première Junior-Entreprise dans le domaine du développement durable et des biotechnologies. Une quatrième est implantée sur le campus de l'UCLouvain FUCaM Mons: FUCaM Junior Consulting.

## La représentation étudiante

### L'Assemblée générale des étudiant·e·s de Louvain (AGL)
L'Assemblée générale des étudiant·e·s de Louvain est l'organisation qui représente tous les étudiants de l'UCLouvain. Chaque année, durant le second semestre, les étudiants ont l'occasion de participer à l'élection des conseillers AGL. Ceux-ci sont issus de toutes les facultés, proportionnellement aux nombres d'étudiants qu'elles accueillent. Le conseil AGL est composé d'environ 80 conseillers qui constituent alors une sorte de « parlement » ou organe représentatif des étudiants de l'UCLouvain. De plus, les conseillers élisent généralement un comité d'une quinzaine de personnes qui est l'« exécutif » de L'AGL.
L'AGL mandate également des étudiants, désignés par le conseil, dans différents organes universitaires, tel que le conseil académique, le conseil des affaires sociales étudiantes ou le conseil d'administration. Ce sont également les conseillers qui désignent les conseillers fédéraux qui représenteront les étudiants louvanistes au sein pour l'instant de la Fédération des étudiants francophones, qui regroupe et représente la majorité des étudiants au niveau de la Communauté française.

### Les bureaux des étudiants (BDE)
La plupart des facultés sont dotées d'un bureau des étudiants (BDE), qui se charge d'assurer la représentation étudiante au sein de la faculté. Ceux-ci réunissent généralement les délégués de cours et les représentants étudiants des différents organes facultaires. Chaque BDE est piloté par un comité chargé de la gestion quotidienne.
Depuis 2012, l'Union des bureaux des étudiants (UBE) sert de lien entre les différents BDE.